# Oxychilus nautiliformis
Oxychilus nautiliformis is een slakkensoort uit de familie van de Oxychilidae. De wetenschappelijke naam van de soort is voor het eerst geldig gepubliceerd in 1914 door A.J. Wagner.